# Acronicta revellata
Acronicta revellata là một loài bướm đêm trong họ Noctuidae.